# Autodesk Inventor
Autodesk Inventor é um programa desenvolvido pela Autodesk que permite criar protótipos virtuais tridimensionais.
Os modelos 3D gerados pelo Autodesk Inventor, também são funcionais, ou seja, eles funcionam como no mundo real. O modelo for um motor, por exemplo, pode ser animado de modo que suas peças se desloquem e girem, como no motor real.
O Autodesk Inventor também contempla a parte de engenharia, não apenas modelando as peças, como também permitindo que o seu comportamento mecânico seja avaliado, ultrapassando assim, o escopo de ferramentas CAD.
A versão 12 do produto, vem com um módulo de simulação dinâmica (Dynamic Simulation), onde o mecanismo é colocado sob o efeitos da aceleração da gravidade e de todas as outras forças presentes no sistema, permitindo-se observar e analisar seu comportamento.